# Protium glabrum
Protium glabrum là một loài thực vật có hoa trong họ Burseraceae. Loài này được (Rose) Engl. miêu tả khoa học đầu tiên năm 1931.